# Robert von Bemberg-Flamersheim
Robert von Bemberg-Flamersheim (* 19. September 1868 in Flamersheim; † 30. Januar 1949 auf Burg Flamersheim) war ein deutscher Verwaltungsjurist.

## Leben
Robert von Bemberg war Sohn des 1884 nobilitierten Gutsbesitzers und Politikers Julius von Bemberg. Nach dem Abitur am Gymnasium in Elberfeld studierte er Rechtswissenschaften an den Universitäten Heidelberg und Berlin. In Heidelberg wurde er 1887 im Corps Suevia Heidelberg aktiv. Nach bestandenen Examina wandte er sich dem preußischen Verwaltungsdienst zu und wurde 1897 Regierungsassessor. 1904 wurde er Landrat des Kreises Mülheim an der Ruhr. 1909 wurde er Polizeipräsident in Essen. Robert von Bemberg war von 1906 bis 1909 (für den Kreis Mülheim) und 1910 bis 1912 (für den Kreis Essen) Mitglied des Rheinischen Provinziallandtages. 1919 wurde er in den einstweiligen Ruhestand, 1933 endgültig in den Ruhestand versetzt. Seit 1919 widmete er sich der Verwaltung seines Gutes.